# Јакачина Мала
Јакачина Мала (хрв. Jakačina Mala) је насељено место у општини Сибињ, Бродско-посавска жупанија, Хрватска.

## Историја
До територијалне реорганизације у Хрватској била је у саставу старе општине Славонски Брод.

## Становништво
У попису становништва из 2011. године, Јакачина Мала је имала 161 становника.
| Број становника према пописима | Број становника према пописима | Број становника према пописима | Број становника према пописима | Број становника према пописима | Број становника према пописима | Број становника према пописима | Број становника према пописима | Број становника према пописима | Број становника према пописима | Број становника према пописима | Број становника према пописима | Број становника према пописима | Број становника према пописима | Број становника према пописима | Број становника према пописима |
| ------------------------------ | ------------------------------ | ------------------------------ | ------------------------------ | ------------------------------ | ------------------------------ | ------------------------------ | ------------------------------ | ------------------------------ | ------------------------------ | ------------------------------ | ------------------------------ | ------------------------------ | ------------------------------ | ------------------------------ | ------------------------------ |
| 1857                           | 1869                           | 1880                           | 1890                           | 1900                           | 1910                           | 1921                           | 1931                           | 1948                           | 1953                           | 1961                           | 1971                           | 1981                           | 1991                           | 2001                           | 2011                           |
| 316                            | 280                            | 240                            | 264                            | 313                            | 355                            | 349                            | 393                            | 448                            | 425                            | 419                            | 323                            | 233                            | 219                            | 188                            | 161                            |

Напомена: Подаци за 1869. и 1880. те од 1910. до 1931. процењени су од укупног броја становника за некадашње насеље Одворци (Бродски Ступник). Године 1880. и 1890. исказивано под именом Јакачићи, а од 1900. до 1981. под именом Јакачина-Мала. До 1931. године исказивано као део насеља, а од 1948. као насеље.